# Вёлькерлинг-Перссон, Якоб
Якоб Аксель Кристер Вёлькерлинг-Перссон (швед. Jakob Axel Krister Voelkerling Persson; род. 27 сентября 2000) — шведский футболист, полузащитник клуба «Хельсингборг».

## Клубная карьера
Является воспитанником «Треллеборга», откуда в 2016 году перебрался в «Хельсингборг». Спустя два года стал привлекаться к тренировкам с основой. 28 мая 2018 года впервые попал в официальную заявку на матч Суперэттана с «Йёнчёпингс Сёдрой», но на поле не появился. 15 июня 2020 года в матче первого тура с «Варбергом» дебютировал за клуб в чемпионате Швеции. В августе продлил с командой контракт до конца 2022 года. В мае 2021 года на одной из тренировок получил травму. Последовавшее обследование выявило разрыв крестообразной связки колена, в связи с чем полузащитник был вынужден пропустить остаток сезона.

## Личная жизнь
Младший брат, Юэль, также футболист, выступает за молодёжную команду итальянской «Ромы».

## Клубная статистика
| Выступление      | Выступление      | Выступление      | Лига | Лига | Кубки | Кубки | Конт. кубки | Конт. кубки | Итого | Итого |
| Клуб             | Лига             | Сезон            | Игры | Голы | Игры  | Голы  | Игры        | Голы        | Игры  | Голы  |
| ---------------- | ---------------- | ---------------- | ---- | ---- | ----- | ----- | ----------- | ----------- | ----- | ----- |
| Хельсингборг     | Алльсвенскан     | 2019             | 0    | 0    | 1     | 0     | 0           | 0           | 1     | 0     |
| Хельсингборг     | Алльсвенскан     | 2020             | 15   | 0    | 0     | 0     | 0           | 0           | 15    | 0     |
| Хельсингборг     | Суперэттан       | 2021             | 1    | 0    | 2     | 0     | 0           | 0           | 3     | 0     |
| Хельсингборг     | Алльсвенскан     | 2022             | 0    | 0    | 0     | 0     | 0           | 0           | 0     | 0     |
| Хельсингборг     | Итого            | Итого            | 16   | 0    | 3     | 0     | 0           | 0           | 19    | 0     |
| Всего за карьеру | Всего за карьеру | Всего за карьеру | 16   | 0    | 3     | 0     | 0           | 0           | 19    | 0     |